# Diocesi di Saint-Omer

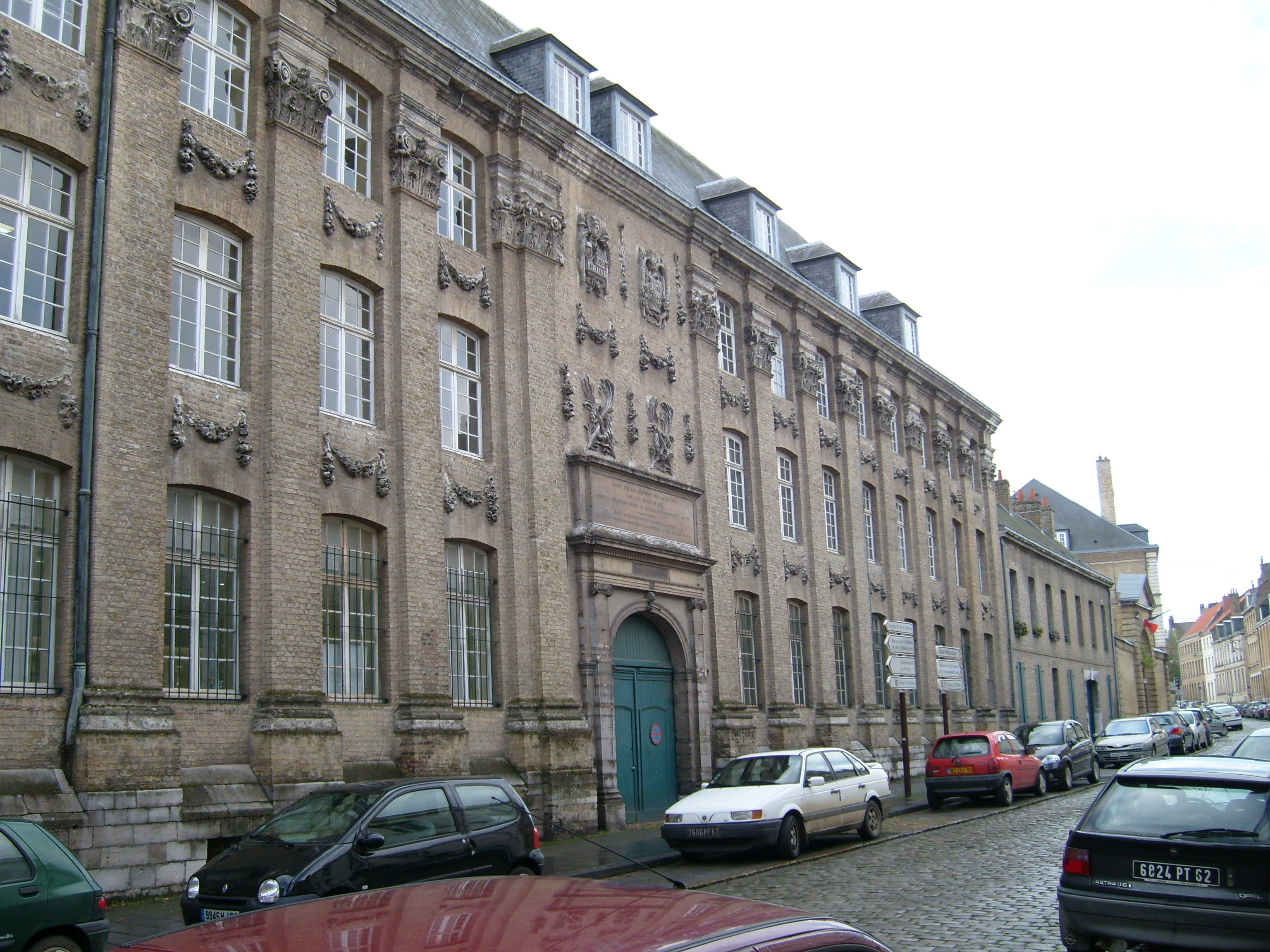
L'ex collegio dei Gesuiti, fondato a Saint-Omer nel 1565 per la formazione in esilio dei seminaristi inglesi, è oggi sede del Lycée Ribot.

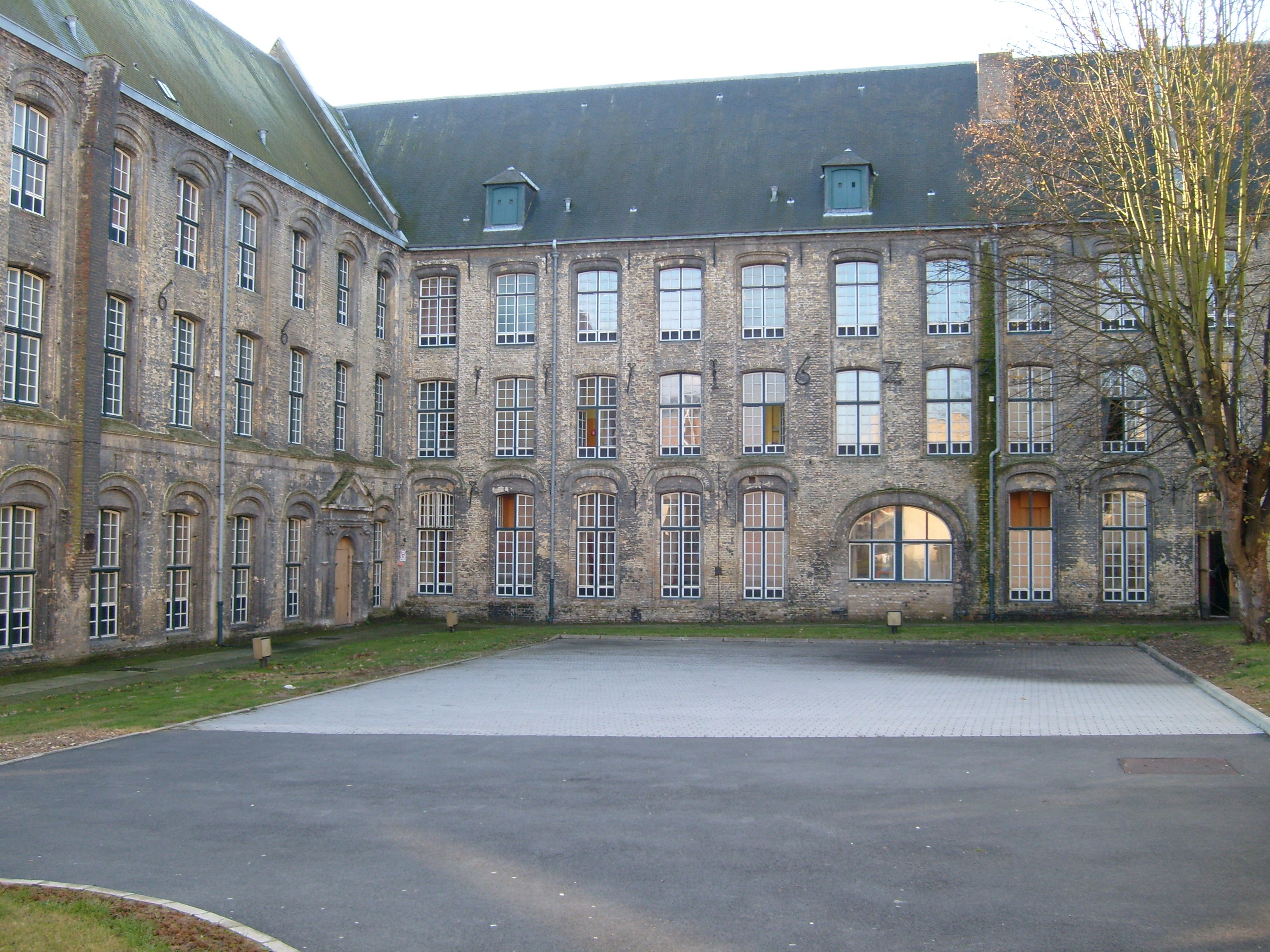
L'ex seminario diocesano, ospita oggi l'internato femminile del Lycée Ribot.

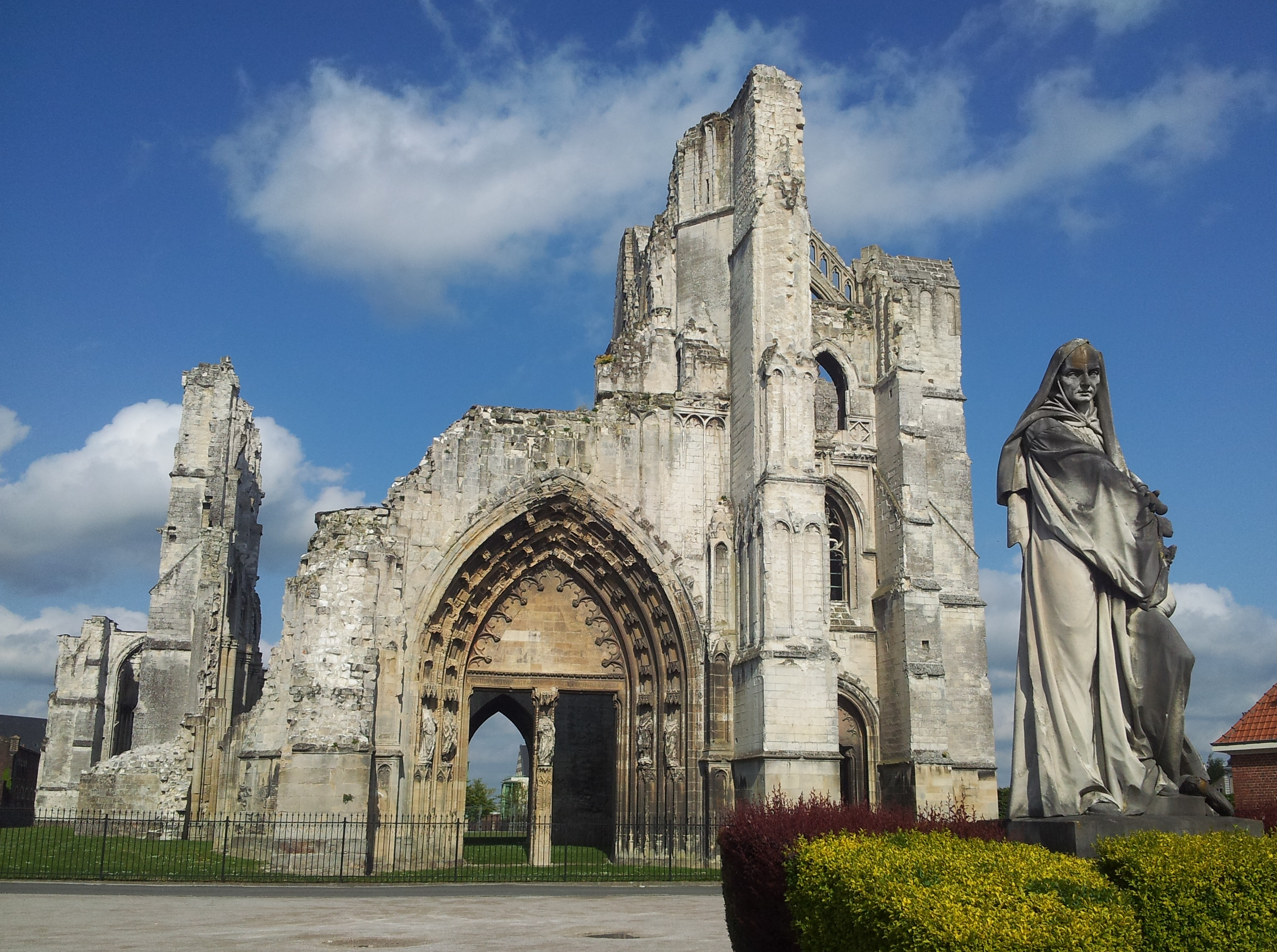
Resti dell'abbazia di San Bertino a Saint-Omer, fondata nel VII secolo da sant'Audomaro.

La diocesi di Saint-Omer (in latino: Dioecesis Audomarensis) è una sede soppressa della Chiesa cattolica.

## Territorio
La diocesi di Saint-Omer si estendeva nel nord della Francia, e comprendeva parte degli attuali dipartimenti di Passo di Calais e del Nord. Era compresa fra le diocesi di Boulogne, di Arras e di Ypres.
Sede vescovile era la città di Saint-Omer, dove fungeva da cattedrale la chiesa della Beata Vergine Maria e Sant'Audomaro.
La diocesi includeva poco più di 100 parrocchie, raggruppate in un arcipresbiterato (Saint-Omer) e 12 decanati: Longuenesse, Audruicq, Bourbourg, Watten, Bollezeele, Hesdin, Aire, Arques, Lillers, Merville, Morbecque e Helfaut. Questa è la suddivisione amministrativa della diocesi come appare nel 1688 e che resterà invariata fino alla rivoluzione francese; inizialmente, al momento dell'erezione della diocesi, i decanati erano solo 7.

## Storia
La diocesi fu eretta il 12 maggio 1559, in seguito alla riorganizzazione delle circoscrizioni ecclesiastiche dei Paesi Bassi del Sud, con la bolla Super universas di papa Paolo IV, ricavandone il territorio dalla diocesi di Thérouanne. Contestualmente fu resa suffraganea dell'arcidiocesi di Cambrai.
L'11 marzo 1561, con la bolla De statu ecclesiarum, papa Pio IV definì i confini della nuova diocesi, stabilì la suddivisione in decanati con le rispettive parrocchie e assegnò la dotazione per il mantenimento del vescovo.
Primo vescovo, presentato dal re ed accettato dalla Santa Sede, fu Guillaume de Poitiers, il quale tuttavia rinunciò all'incarico e non venne mai consacrato vescovo. Fu perciò nominato Gérard de Haméricourt, abate di San Bertino, antica abbazia benedettina fondata nel VII secolo a Saint-Omer da sant'Audomaro, vescovo di Thérouanne.
Venne eretta a cattedrale un'antica collegiata, dedicata a sant'Audomaro, costruita in forme gotiche a partire dal XIII secolo.
Il vescovo Jacques Théodore de Brias, verso la fine del suo mandato (1775), istituì il seminario diocesano secondo i canoni e le regole stabilite dal concilio di Trento. Già in precedenza v'erano stati tentativi di istituire un collegio per la formazione dei preti, accanto ad un seminario provinciale a Cambrai. Ma questi tentativi non riuscirono a migliorare la formazione intellettuale e culturale dei sacerdoti di Saint-Omer. Il seminario fu poi organizzato dal vescovo Louis-Alphonse de Valbelle all'inizio del XVIII secolo; a questo vescovo si devono anche una serie di sinodi diocesani, la riforma del capitolo della cattedrale, la pubblicazione di un nuovo catechismo diocesano e l'istituzione dei ritiri per gli ecclesiastici.
In seguito al concordato con la bolla Qui Christi Domini di papa Pio VII del 29 novembre 1801 la diocesi fu soppressa ed il suo territorio fu incorporato in quello della diocesi di Arras e dell'arcidiocesi di Cambrai.
Il 23 novembre 1853 il vescovo di Arras ottenne il privilegio di aggiungere al proprio titolo quello di vescovo di Saint-Omer.

## Cronotassi dei vescovi
- Guillaume de Poitiers † (? dimesso) (vescovo eletto)

- Gérard de Haméricourt, O.S.B. † (31 marzo 1563 - 17 marzo 1577 deceduto)
- Jean Six † (13 febbraio 1581 - 11 ottobre 1586 deceduto)
  - Jacques de Pamele † (1587 - 19 settembre 1587 deceduto) (vescovo eletto)
- Jean de Vernois, O.P. † (21 giugno 1591 - 6 gennaio 1599 deceduto)
- Jacques Blaze, O.F.M. † (14 marzo 1601 - 21 marzo 1618 deceduto)
- Paul Jacques Boudot † (14 gennaio 1619 - 8 febbraio 1627 nominato vescovo di Arras)
- Pierre Paunet, O.F.M. † (3 aprile 1628 - 31 marzo 1631 deceduto)
- Christophe de Morlet † (5 luglio 1632 - 25 dicembre 1633 deceduto)
- Christophe de France † (12 febbraio 1635 - 10 ottobre 1656[3] deceduto)
  - Sede vacante (1656-1662)
- Ladislas Jonnart † (31 luglio 1662 - 15 luglio 1669 nominato arcivescovo di Cambrai)
  - Sede vacante (1669-1672)
- Jacques Théodore de Brias † (8 febbraio 1672 - 17 giugno 1675 nominato arcivescovo di Cambrai)
  - Sede vacante (1675-1693)
  - Jean Charles de Longueval † (marzo 1676 - 10 novembre 1676 deceduto) (vescovo eletto)[4]
  - Pierre Van Den Perre † (vescovo eletto)[5]
  - Armand-Anne-Tristan de La Baume de Suze † (ottobre 1677 - 1684 dimesso) (vescovo eletto)[6]
- Louis-Alphonse de Valbelle † (9 novembre 1693[7] - 29 ottobre 1708 deceduto)
- François de Valbelle-Tourves † (19 febbraio 1710 - 17 novembre 1727 deceduto)
- Joseph-Alphonse de Valbelle-Tourves † (17 novembre 1727 succeduto - 13 giugno 1754 deceduto)
- François-Joseph de Brunes de Monlouet † (16 settembre 1754 - 23 agosto 1765 deceduto)
- Louis-François-Marc-Hilaire de Conzié † (14 aprile 1766 - 24 luglio 1769 dimesso)
- Joachim-François-Mamert de Conzié † (21 agosto 1769 - 2 marzo 1775 dimesso)
- Jean Auguste de Chastenet de Puységur † (29 maggio 1775 - 18 luglio 1778 dimesso)
- Joseph-Marie-Alexis de Bruyère de Chalabre † (20 luglio 1778 - 22 novembre 1796 deceduto)
  - Sede vacante (1796-1801)
  - Sede soppressa